# Grace Denio Litchfieldová
Grace Denio Litchfieldová, nepřechýleně Grace Denio Litchfield (19. listopadu 1849 – 4. prosince 1944) byl americká básnířka a romanopiskyně.

## Životopis

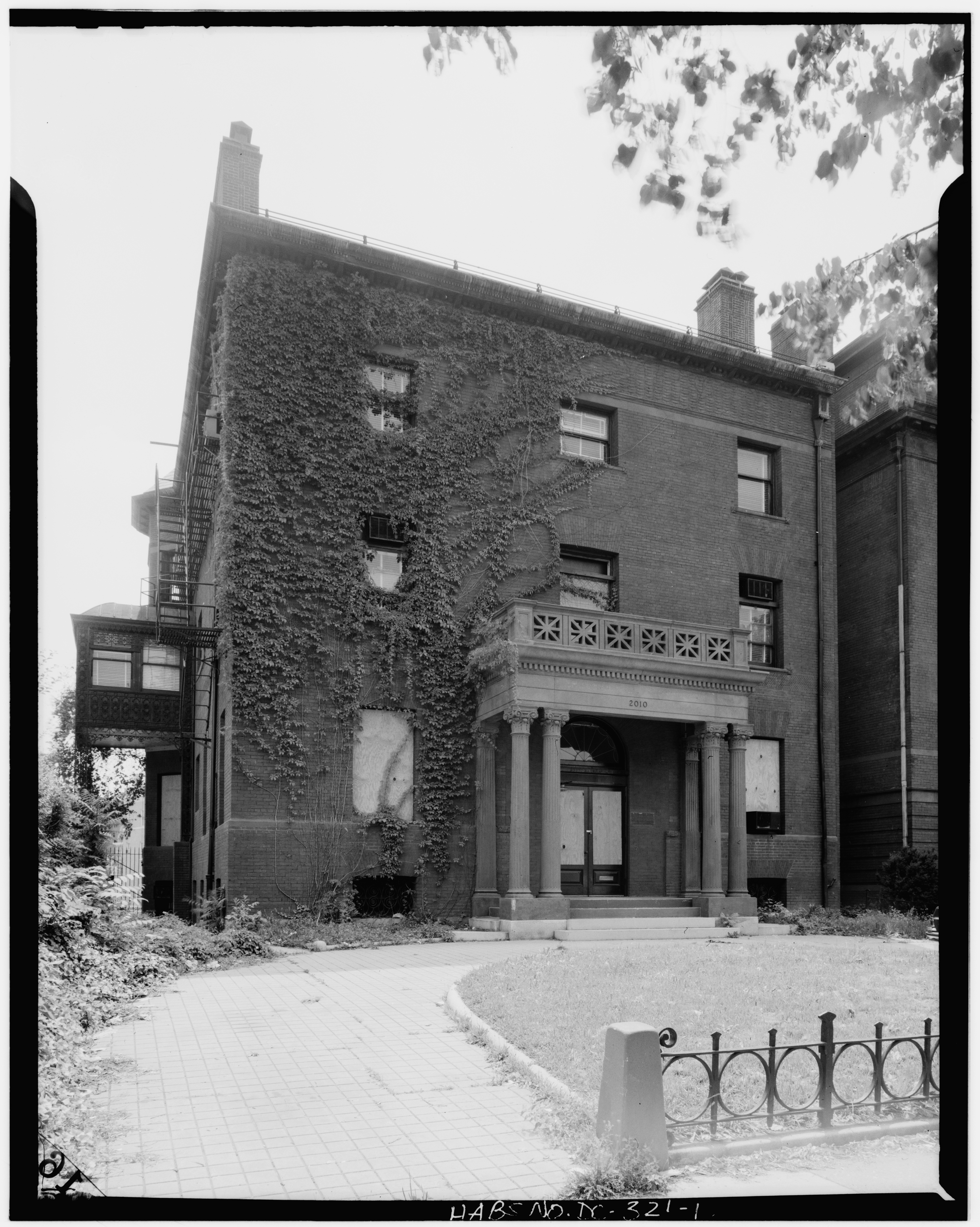
Dům Grace Litchfieldové ve Washingtonu D.C.

Narodila se v Brooklyn Heights v New Yorku roku 1849 jako nejmladší dcera Grace Hill Litchfieldové a právníka Edwina Litchfielda.
Psala již od dětství, a to i přes mnoho zdravotních obtíží. Svá díla ale začala publikovat až v roce 1882. Od toho roku byly její příběhy publikovány v mnoha populárních časopisech té doby, jako je Harper's Magazine, The Century, The Atlantic, St Nicholas, Wide Awake a New York Independent. Všechny její romány byly napsány během šesti let, které strávila v Evropě. Její první kniha, Only an Incident, byla vydána v roce 1883.
Litchfieldová zemřela v obci Goshen ve státě New York dne 4. prosince roku 1944, ve věku 95 let.

## Dílo
- Only an Incident (1883)[3]
- Criss-Cross (1885)
- The Knight of the Black Forest (1885)
- A Hard-won Victory (1888)
- Little Venice and Other Stories (1890)
- Little He and She (1893)
- Mimosa Leaves: Poems (1895)
- In the Crucible (1897)
- The Moving Finger Writes (1900)[4]
- Vita: a Drama (1904)
- The Letter D (1904)
- The Supreme Gift (1908)
- Baldur the Beautiful (1910)
- The Nun of Kent: a Drama in Five Acts (1911)
- Collected Poems (1913)[5]
- The Song of the Sirens (1917)
- As a Man Sows and Other Stories (1926)